# مهرنعوذیه
مهرنعوذیه، یک روستا از توابع بخش مرکزی، شهرستان شهربابک در استان کرمان ایران است.

## جمعیت
این روستا در دهستان پاقلعه قرار دارد و براساس سرشماری مرکز آمار ایران در سال ۱۳۹۵، جمعیت آن ۳۲ نفر (۱۱ خانوار) بوده‌است.